# Walther Faber (Admiral)
Walther Faber (* 30. August 1888 in Braunschweig; † 18. Dezember 1945) war ein deutscher Konteradmiral der Kriegsmarine.

## Leben
Walther Faber trat am 1. April 1906 in die Kaiserliche Marine ein. Als Oberleutnant zur See war er von Juni 1913 bis Dezember 1915 bei der Marinefliegerabteilung in Putzig bei Danzig. Anschließend war er bis September 1916 bei der Seefliegerstation List auf Sylt, welche der II. Seefliegerabteilung in Wilhelmshaven unterstellt war. Von September 1916 bis Dezember 1916 war er bei der I. Seefliegerabteilung in Holtenau. Bis August 1917 war er Lehrer auf der Württemberg. In dieser Position wurde er am 20. Februar 1917 zum Kapitänleutnant befördert. Anschließend war er bis Kriegsende Ausbildungsreferent im Stab des Chefs der Marineflieger.
Nach dem Krieg in die Reichsmarine übernommen, war er als Referent in der Flottenabteilung des Marinekommandoamtes für die zukünftige Ausrichtung der Seefliegerverbände verantwortlich. Am 1. Mai 1925 wurde er zum Korvettenkapitän befördert und kam später als Referent zur Inspektion des Torpedo- und Minenwesens nach Kiel. Von hier wurde er zum 1. Juni 1928 als Erster Offizier auf die Emden kommandiert. Ab 1. Oktober 1930 zum Fregattenkapitän befördert, war er 1931 zur Verfügung des Chefs der Marineleitung und zur Technischen Hochschule Berlin kommandiert. Am 1. Oktober 1932 wurde er zum Kapitän zur See befördert und war Chef des Stabes der Inspektion des Torpedo- und Minenwesens. Im Herbst 1934 übernahm er als Kommandeur die Torpedoversuchsanstalt Eckernförde vom Konteradmiral Waldemar Hirth und gab ein Jahr später das Kommando an Konteradmiral Oskar Wehr ab.
In der Kriegsmarine war er von September 1936 bis August 1938 Chef der Kriegsmarinedienststelle Bremen. Später war er als Konteradmiral bis April 1945 in der Kriegswissenschaftlichen Abteilung der Marine eingesetzt. Am 31. März 1940 war er als charakterisierter Konteradmiral z. V. gestellt worden.